# The Failure of Success
Pour plus de détails, voir Fiche technique et Distribution.
The Failure of Success est un film muet américain réalisé par Burton L. King et sorti en 1913.

## Synopsis
Bien que Jabez Crow a tout pour être heureux avec de l'or, il est méprisé par ses semblables, notamment par les femmes dont il a failli détruire la vie ainsi que par son propre enfant qui se détourne avec horreur de l'étreinte qu'il lui offre. Plus tard, Jabez se souvient du long chemin qu'il a parcouru en revoyant les spectres de son passé. Obsédé par les regret et les remords, il finit par se supprimer en laissant un testament dans lequel il s'efforce de réparer les torts qu'il a commis.

## Fiche technique
- Titre : The Failure of Success
- Réalisation : Burton L. King
- Scénario :
- Producteur : Thomas H. Ince
- Société de production : Kay-Bee Pictures
- Société de distribution : Mutual Film
- Pays de production :  États-Unis
- Langue : Anglais
- Format : Noir et blanc — 35 mm — 1,33:1 — Muet
- Genre : Film dramatique
- Durée :
- Date de sortie : 
  - États-Unis : 20 juin 1913

## Distribution
- Charles Edler : Jabez Crow
- Dorothy Davenport : la veuve
- Thelma Salter : la fille
- Joe King : le ministre